# Оливье де Терм
Оливье де Терм (ок. 1200, замок Терм — 12 августа 1274, Сан-Жан д’Акр, Королевство Иерусалимское) — один из самых известных рыцарей XIII века, файдит и защитник катаров. Затем он стал верным другом короля Людовика Святого и примирился с католической церковью. Несколько раз участвовал в крестовых походах на Святой земле, где и умер.
Оливье приобрёл отличную репутацию среди своих современников и познакомился со многими правителями благодаря своей энергии, храбрости и мастерству в искусстве осады и партизанской войны, которые демонстрировал в рыцарском ремесле до самой смерти.

## Сломанное детство
Оливье родился около 1200 года в богатой и влиятельной семье Раймунда де Терма, исповедовавшей катарство. Его отец владел замком Терм (фр. Château de Termes) и 60 прилегающими к нему богатыми деревнями. Взросление Оливье пришлось на сложные годы альбигойского крестового похода: в 1210 году, после взятия замка Терм Симоном де Монфором, он потерял отца, но мог какое-то время наблюдать его осадные и партизанские методы, в которых станет великим специалистом. Он закончил своё образование в Каталонии, куда бежал вместе с братом и сёстрами и где его мать Эрмессенда вышла замуж второй раз. Именно там он встретил своих будущих сеньоров, которым будет служить, для которых станет другом и помощником: Хайме I Арагонского , Раймунда Тулузского, сопровождавшего в изгнании своего отца Раймунд VI, и Раймунда II Транкавеля. Все четверо, из одного поколения, были жертвами крестового похода и мотивированы духом реванша.

## На службе у южных князей
Оливье, таким образом, поступил на службу к этим трём лордам и отличился в большом количестве военных операций: для графа Тулузы он защищал деревню Лабесед-Лораге, осаждённую армией короля Франции (1227); для короля Арагона Хайме I он участвовал в завоевании Майорки; графу Тулузскому он несколько раз помогал вернуть контроль над городом Нарбон, противодействуя епископам папы и Инквизиции (между 1234 и 1242 годами); с Раймундом Транкавелем он поднимал восстание в области Корбьер против короля и вёл осаду Каркассона (1240). В качестве награды он получил феоды в Лораге, Руссильоне и Майорке.

## Служение королю Франции
Раймонд II Транкавель не смог овладеть Каркассоном, и восстание в Лангедоке захлебнулось. Его принудили в 1244 году публично отречься от прав на Каркассон, все земли и присягнуть королю Франции. После этого Оливье де Терм решил в корне пересмотреть свои убеждения и примириться с королём и католической церковью. Он поступил на службу к королю Франции с 1245 года. Во время Седьмого крестового похода Оливье, которому король поручил возглавить отряд арбалетчиков, отличился в ходе операций по взятию Дамьетты (Египет, 1249) и спасению Жуанвиля при Баниясе (Палестина, 1253). В благодарность король Людовик вернул Оливье титул сеньора де Терм и все земли его отца, отобранные в пользу короны. Вернувшись во Францию в 1255 году, Оливье положил конец сопротивлению Лангедока, добившись капитуляции замка Керибюс, которым управлял его бывший друг Чаберт де Барбейра. Затем он отправился ко двору, где играл роль советника короля по вопросам, затрагивающим интересы знати Лангедока, Арагона и Кастилии. В том числе благодаря ему многие родственники файдитов смогли вернуть часть своих владений в ходе судов организованных королём Людовиком. Знакомый также с королем Хайме I, Оливье, несомненно, один из устроителей соглашения между двумя королями, которое установил границу между Арагоном и Францией.

## Последние годы
Несмотря на то, что Оливье обрёл большой почет и славу, а также вернул свои земли, его не прельщала спокойная жизнь южнофранцузского землевладельца. Большую часть жизни он провёл в военных походах и не мыслил для себя другой жизни. Уже в преклонных годах он вновь отправился в крестовый поход, присоединившись к Людовику IX в Тунисе (1270), затем вернулся на Святую Землю во главе нового контингента (1274). Он умер там 12 августа 1274. Останки Оливье, если он не был похоронен в Святой Земле, возможно, находятся в Фонфруаде, в часовне Св. Бернара, которую он построил.
Его владения унаследовал его сын Раймунд. О супруге его известно только её имя — Тереза де Терм.